# 第三次拉特朗公會議
第三次拉特朗大公會議，又譯作第三次拉特朗大公會議、第三次拉特蘭會議（英文：The Third Council of the Lateran），於1179年三月召開的第十一次大公會議，由教宗亞歷山大三世主持，共有302位主教參與。
会上宣布废除对立教宗维笃四世、帕斯卡尔三世、嘉礼三世的一切政令。